# Паркер, Эндрю
Эндрю Паркер, барон Паркер Минсмерский (англ. Andrew Parker, Baron Parker of Minsmere, род. 8 мая 1962) — британский государственный деятель, генеральный директор Службы безопасности Великобритании в 2013 −2017 годах, пожизненный пэр.
Окончил колледж Черчилля в Кембриджском университете, где изучал естественные науки. В MI5 работает с 1983 года. В 1999 году был прикомандирован к Управлению таможенной  службы и акцизов в качестве директора разведывательного подразделения, в феврале 2005 года назначен на должность директора подразделения по борьбе с международным терроризмом MI5.
В 2007 году назначен на должность заместителя генерального директора MI5, в апреле 2013 года назначен Генеральным директором. На протяжении 2015 года заработная плата Паркера составляла от 165 000 до 169 999 фунтов стерлингов, что позволяет считать его одним из 328 самых высокооплачиваемых чиновников общественного сектора Британии в это время.
Паркер входит в группу 89 деятелей Евросоюза, в отношении которых введён запрет на въезд в Россию в качестве контрсанкций по крымским событиям.
На встрече глав европейских спецслужб в Берлине в мае 2018 года Эндрю Паркер выступил с резким заявлением: «Российское правительство стоит в авангарде сил, которые ведут враждебную деятельность против Европы и её демократических институтов. Мы живём во время, когда Европа сталкивается с постоянными угрозами и враждебной деятельностью со стороны некоторых государств. Я имею в виду целенаправленную злонамеренную деятельность, стремящуюся подорвать наше свободное демократическое общество, дестабилизировать основанную на международных правилах систему, на которой держатся наша стабильность, безопасность и процветание. Главным действующим лицом этой враждебной активности является российское правительство».